# Пешко, Славомир
Сла́вомир Ко́нрад Пе́шко (пол. Sławomir Konrad Peszko; 19 февраля 1985, Ясло, Польша) — польский футболист, полузащитник. Выступал за сборную Польши.

## Клубная карьера
Воспитанник "Вислы" (Плоцк), в составе которой дебютировал в сезоне 2002/2003 и достаточно быстро стал игроком основного состава. В 2006 году стал обладателем Кубка Польши и Суперкубка.
В июле 2008 года на правах свободного агента перебрался в "Лех" (Познань), где в сезоне 2009/2010 стал чемпионом Польши. Во время выступления за "Лех" Славомир Пешко впервые получил вызов в национальную сборную. 
В январе 2011 года подписал контракт с немецким клубом «Кёльн». Во время своего нахождения в стане «козлов» в апреле 2012 года отметился скандалом, когда он, находясь в состоянии алкогольного опьянения, учинил дебош в такси, за что вынужден был заплатить штраф размером в €25 тыс. 
9 августа 2012 года Пешко перебрался в Англию, а точнее, был отдан в годичную аренду в недавно вылетевший из Премьер-лиги клуб «Вулверхэмптон Уондерерс». По иронии судьбы, он снова попал под руководство Столе Сольбаккена — человека, под началом которого он ещё пару месяцев назад играл в «Кёльне».
В августе 2013 года Славомир Пешко перешел из "Кёльна" в "Парму" и заключил с итальянским клубом 3-летнее соглашение, однако остался в "Кёльне" на правах аренды. В июне 2014 года "Кёльн" и "Парма" договорились о полноценном трансфере Пешко в немецкий клуб.
В 2015 году Пешко вернулся в чемпионат Польши и стал игроком гданьской "Лехии". 

## Карьера в сборной
Дебют Славомира Пешко в сборной Польши состоялся 19 ноября 2008 года во время товарищеского матча против сборной Ирландии (3:2). Первый гол за сборную Пешко забил в матче против Дании 17 января 2010 года (1:3).
21 сентября 2010 года после товарищеской игры с Австралией (1:2) Славомир Пешко был отчислен из сборной вместе с футболистом "Легии" Мачеем Иваньским за нарушение дисциплины. 
В 2012 году по решению главного тренера сборной Францишека Смуды Пешко был отстранен от выступления за сборную на чемпионате Европы.
В 2018 году Славомир Пешко был включен в заявку сборной Польши на чемпионат мира в России.